# Burenrecht (Nederland)
Het Burenrecht is een zakelijk recht dat onder het vermogensrecht valt, onderdeel van het civiel recht, de wettelijke definitie is: het geheel van bevoegdheden en verplichtingen van eigenaars van naburige erven. Het is geregeld in titel 4 van Boek 5 van het Burgerlijk Wetboek (titel 5.4 BW), vervolgens maken ook titel 5 (mandeligheid) en titel 6 (erfdienstbaarheid) van Boek 5 deel uit van het burenrecht. Ten slotte zijn de algemene regels van het vermogensrecht van toepassing, opgenomen in Boek 3 BW.
In het eigendomsrecht ligt besloten dat eigendom naar eigen inzicht mag worden gebruikt (Titel 1, Boek 5 BW), het recht op een ongestoord genot van eigendom is als Europees grondrecht beschermd. Het burenrecht bevat beperkingen op dit beginsel, de eigenaar van een erf mag niet in een mate of op een wijze die onrechtmatig is, aan eigenaars van andere erven hinder toebrengen (art. 5:37 BW).

## Rechten en plichten van eigenaren van naburige erven
Overtreding van deze regels valt niet onder het strafrecht, maar moet gewoon via het burgerlijk procesrecht worden uitgevochten.
De wettelijke regels die in het Burgerlijk Wetboek staan, gelden alleen als er geen afspraken tussen de eigenaren zijn gemaakt over de erven. Huurders kunnen ook nog bij hun verhuurder of woningstichting terecht bij civielrechtelijke burenproblemen.
Hier volgen een aantal van deze regels:
- Men mag geen hinder veroorzaken, dit levert een onrechtmatige daad op en kan bestaan uit geluidsoverlast (dit valt wel onder het strafrecht), trillingen, stank, rook, het onthouden van licht of lucht, of het ontnemen van steun (art. 5:37 BW).
- Bomen moeten minstens 2 meter vanaf de grenslijn tussen beide erven worden geplant en voor heesters en heggen geldt een afstand van 50 centimeter (halve meter).

Om deze afstand vast te stellen, wordt vanaf het midden van de voet van de boom of heester/heg gemeten (art. 5:42 lid 2 BW). Bomen, heesters en heggen die niet hoger zijn dan de scheidsmuur (bijvoorbeeld een schutting) tussen beide erven mogen blijven staan, ook al staan ze te dicht bij de erfgrens. 
Van deze regels kan worden afgeweken door een plaatselijke gemeentelijke verordening (bijvoorbeeld een Bomenverordening) of een plaatselijke gewoonte.
- Als de buurman, na hiertoe verzocht te zijn, weigert de overhangende beplanting of doorschietende wortels te verwijderen, mag men dit zelf weghalen en het zich toe-eigenen (art. 5:44 lid 1 BW).
- Vruchten van bomen die op het erf van de buren vallen, mogen deze buren zich toe-eigenen (art. 5:45 BW).
- Ladderrecht: Als er noodzakelijke werkzaamheden aan je huis, schuur of ander bouwwerk op je erf moeten worden verricht, mag je hiervoor het erf van de buren betreden als dat hiervoor noodzakelijk is (art. 5:56 BW). 
De buren kunnen wel om een schadeloosstelling vragen als ze schade hebben geleden van deze werkzaamheden.
- Uitzicht: Vensters, balkons en dergelijke mogen niet dichter dan 2 meter bij de grenslijn staan. Dit is om te voorkomen dat men onbeperkt over het erf van de buren kan kijken (art. 5:50 BW). De Hoge Raad besliste in 2003 dat art. 5:50 lid 1 B.W. ziet op alle werken die leiden tot een inbreuk op het zicht op het naburig erf. Het is aan de rechter om te toetsen of het beroep op die bepaling in de gegeven situatie neerkomt op misbruik van recht.[1] In 2016 bepaalde de Hoge Raad in een Antilliaanse zaak dat de regel van art. 5:50 B.W., die naar het B.W. van Curaçao gelijkluidend is, niet geldt voor het zicht vanaf de begane grond.[2]
- Aflopend water: Lagere erven moeten het water dat van nature van hoger gelegen erven stroomt, opvangen (art. 5:38 BW).
- Waterloop: Als een eigenaar de waterloop verandert, of de hoeveelheid of hoedanigheid van het water dat over zijn erf stroomt, of van het grondwater en daarmee hinder veroorzaakt, pleegt hij een onrechtmatige daad (art. 5:39 BW).

## Mandeligheid
Mandeligheid is gemeenschappelijk eigendom van een onroerende zaak (art. 5:60 BW) en wordt geregeld in titel 5.5 van het Burgerlijk Wetboek. 
De scheidsmuur (art. 5:43 BW) die wordt gebouwd tussen twee erven, wordt gemeenschappelijk eigendom van de beide buren. 

## Erfdienstbaarheid
Erfdienstbaarheid is een last, waarmee een erf is bezwaard (het dienende erf), ten behoeve van een ander erf (het heersende erf) (art. 5:70 BW). en wordt geregeld in titel 5.6 van het Burgerlijk Wetboek. 
Een voorbeeld hiervan is het recht van overpad. Erfdienstbaarheid wordt ook wel servituut genoemd.